# Per Gerhard
Per Gerhard, fram till 1946 Per Gerhard Johnson, född 23 juni 1924 i Stockholm, död 28 december 2011 i Frankrike, var en svensk teaterregissör och skådespelare samt mångårig chef för Vasateatern i Stockholm. Han var son till Karl Gerhard.

## Biografi
Per Gerhard studerade 1946–1949 vid Dramatens elevskola. I sin ungdom skrev Gerhard revykupletter och medverkade i en Kar de Mumma-revy. 
Gerhard debuterade som regissör 1949 och regisserade bland annat fem av fadern Karl Gerhards revyer. Han var teaterchef för Vasateatern i Stockholm 1951–1985 och regisserade succéföreställningar som Spanska Flugan, Min fru går igen och Charleys Tant.
Han var son till Karl Gerhard och dansösen Valborg Geyron samt från 1951 gift med skådespelaren Maj-Britt Nilsson som avled 2006, de hade inga barn.
År 2007 utgav han en biografi om sin far, Karl Gerhard – Med kvickheten som vapen.

## Teater

### Roller
| År   | Roll                               | Produktion                                                                    | Regi            | Teater                           |
| ---- | ---------------------------------- | ----------------------------------------------------------------------------- | --------------- | -------------------------------- |
| 1948 | Wilkins Micawber                   | David Copperfield Charles Dickens och Max Maurey                              | Olle Hilding    | Dramaten                         |
| 1949 | Advokaten Statyen Veziren Likbåren | Lycko-Pers resa August Strindberg                                             | Göran Gentele   | Dramaten                         |
| 1949 | Walter Darvet-Stuart               | Edwards barn Marc-Gilbert Sauvajon, Frederick J. Jackson och Roland Bottomley | Stig Roland     | Norrköping-Linköping stadsteater |
| 1949 |                                    | Cæsar och Cleopatra George Bernard Shaw                                       | Johan Falck     | Norrköping-Linköping stadsteater |
| 1949 |                                    | En handelsresandes död Arthur Miller                                          | Johan Falck     | Norrköping-Linköping stadsteater |
| 1950 |                                    | U39 Rudolf Värnlund                                                           | Gunnar Skoglund | Norrköping-Linköping stadsteater |
| 1950 |                                    | En vildfågel Jean Anouilh                                                     | Johan Falck     | Norrköping-Linköping stadsteater |
| 1950 | Allen Kilmer                       | Tjuvarnas paradis Jacques Deval                                               | Johan Falck     | Norrköping-Linköping stadsteater |
| 1950 |                                    | Mannen Mel Dinelli                                                            | Per Gerhard     | Norrköping-Linköping stadsteater |
| 1950 | Hank Teagle                        | Den långa kniven Clifford Odets                                               | Karin Kavli     | Norrköping-Linköping stadsteater |
| 1950 |                                    | Hamlet William Shakespeare                                                    | Johan Falck     | Norrköping-Linköping stadsteater |
| 1953 | Bell                               | Dårskapens timme Anna Bonacci                                                 | Per Gerhard     | Vasateatern                      |
| 1963 | Bob McKellaway                     | Mary Mary Jean Kerr                                                           | Per Gerhard     | Vasateatern                      |
| 1964 | Sam 40                             | Mitt bedårande jag Peter Ustinov                                              | Gerda Wrede     | Vasateatern                      |

### Regi
| År   | Produktion                                                                                                   | Upphovsmän                                           | Teater                           |
| ---- | --- | ---------------------------------------------------- | -------------------------------- |
| 1949 | Alltsedan paradiset Ever since paradise                                                                      | J.B. Priestley Översättning Barbro Alving            | Norrköping-Linköping stadsteater |
| 1950 | Mannen The Man                                                                                               | Mel Dinelli Översättning Eva Tisell                  | Norrköping-Linköping stadsteater |
| 1950 | Drömflickan Dream Girl                                                                                       | Elmer Rice Översättning Bengt Anderberg              | Norrköping-Linköping stadsteater |
| 1951 | Strutsens ägg Les Oeufs de l'autruche                                                                        | André Roussin Översättning Eva Tisell                | Nya Teatern                      |
| 1951 | Skaffa mig en våning                                                                                         | Doris Frankel                                        | Vasateatern                      |
| 1952 | Kyss mig, Ada, revy Kyss mig, Katie, revy                                                                    | Karl Gerhard                                         | Göteborg Stockholm               |
| 1952 | Överstarnas kärlek The love of four colonels                                                                 | Peter Ustinov Översättning Per Gerhard               | Nya Teatern                      |
| 1952 | Höfeber Hay Fever                                                                                            | Noël Coward                                          | Intiman                          |
| 1952 | I kväll i Samarkand Ce soir à Samarkand                                                                      | Jacques Deval                                        | Vasateatern                      |
| 1952 | Den eviga kärleken Une femme libre                                                                           | Armand Salacrou Översättning Per Gerhard             | Vasateatern                      |
| 1953 | Hjältar Arms and the Man                                                                                     | George Bernard Shaw                                  | Vasateatern                      |
| 1953 | Dårskapens timme Lʼora della fantasia                                                                        | Anna Bonacci                                         | Vasateatern                      |
| 1953 | Älskling på vågen                                                                                            | Karl Gerhard                                         | Göteborg Stockholm               |
| 1954 | Kärlekens vals Zamore                                                                                        | Georges Neveux                                       | Vasateatern                      |
| 1954 | Karl Gerhards Eriksgata                                                                                      | Karl Gerhard                                         | Folkan                           |
| 1954 | Prins på vift The Sleeping Prince                                                                            | Terence Rattigan                                     | Vasateatern                      |
| 1955 | Han, Hon och Hin Le Mari, la Femme et la Mort                                                                | André Roussin Översättning Stig Ahlgren              | Vasateatern                      |
| 1958 | Silverbröllop Silver Wedding                                                                                 | Michael Clayton Hutton Översättning Håkan Westergren | Vasateatern                      |
| 1959 | Vid skilda bord Separate Tables                                                                              | Terence Rattigan Översättning Herbert Wärnlöf        | Vasateatern                      |
| 1959 | Ungdoms ljuva fågel Sweet Bird of Youth                                                                      | Tennessee Williams Översättning Sven Barthel         | Vasateatern                      |
| 1960 | Äventyret La belle aventure                                                                                  | Gaston Arman de Caillavet och Robert de Flers        | Vasateatern                      |
| 1960 | Miraklet The Miracle Worker                                                                                  | William Gibson Översättning Jan Olof Olsson          | Vasateatern                      |
| 1962 | Iguanans natt The Night of the Iguana                                                                        | Tennessee Williams                                   | Vasateatern                      |
| 1963 | För vänskaps skull, revy                                                                                     | Kar de Mumma                                         | Folkan                           |
| 1964 | Sankta Johanna St Joan                                                                                       | George Bernard Shaw Översättning Göran O. Eriksson   | Vasateatern                      |
| 1968 | Älskling, du vet att jag inte hör dig när vattnet rinner You Know I Can't Hear You When The Water Is Running | Robert Anderson Översättning Torsten Ehrenmark       | Lilla Teatern                    |
| 1972 | Fången på Andra avenyn The Prisoner of Second Avenue                                                         | Neil Simon                                           | Vasateatern                      |
| 1973 | Kaktusblomman Fleur de cactus                                                                                | Pierre Barillet och Jean-Pierre Grédy                | Vasateatern                      |
| 1973 | Jag älskar dig, markatta Private Lives                                                                       | Noël Coward                                          | Vasateatern                      |
| 1974 | Hej på dig, du gamla primadonna,                                                                             | Karl Gerhard-kavalkad                                | Vasateatern                      |
| 1976 | Samma tid nästa år Same Time, Next Year                                                                      | Bernard Slade                                        | Intiman                          |
| 1977 | Charleys tant Charley's Aunt                                                                                 | Brandon Thomas                                       | Vasateatern                      |
| 1978 | Min fru går igen Blithe Spirit                                                                               | Noël Coward                                          | Vasateatern                      |
| 1979 | Sängkammarfars Bedroom Farce                                                                                 | Alan Ayckbourn Översättning Per Gerhard              | Vasateatern                      |
| 1980 | Vågar vi älska? Chapter two                                                                                  | Neil Simon                                           | Vasateatern                      |
| 1981 | Spanska flugan Die Spanische Fliege                                                                          | Franz Arnold och Ernst Bach                          | Vasateatern                      |
| 1984 | Gamle Adam Der wahre Jacob                                                                                   | Franz Arnold och Ernst Bach                          | Vasateatern                      |
| 1985 | Min käre man                                                                                                 | Pierrette Bruno                                      | Vasateatern                      |
| 1989 | Charleys tant Charley's Aunt                                                                                 | Brandon Thomas                                       | Vasateatern                      |

## Filmmanus
- 1957 – Sommarnöje sökes

### Fotnoter
1. ↑  ”Dårskapens timme”. Musikverket. http://calmview.musikverk.se/CalmView/Record.aspx?src=CalmView.Performance&id=PERF14094&pos=465. Läst 6 maj 2016.
2. ↑  ”Mary, Mary”. Musikverket. http://calmview.musikverk.se/CalmView/Record.aspx?src=CalmView.Performance&id=PERF14080&pos=485. Läst 6 maj 2016.
3. ↑  ”Mitt bedårande jag”. Musikverket. http://calmview.musikverk.se/CalmView/Record.aspx?src=CalmView.Performance&id=PERF14081&pos=486. Läst 6 maj 2016.
4. ↑  ”Strutsens ägg”. Musik- och Teaterbiblioteket. https://calmview.musikverk.se/CalmView/Record.aspx?src=CalmView.Performance&id=PERF14175&pos=837. Läst 12 juli 2025.
5. ↑  Sven Barthel (29 april 1951). ”Allvarlig komedi på Nyan”. Dagens Nyheter:  s. 13. https://arkivet.dn.se/tidning/1951-04-29/11161-114/13. Läst 12 juli 2025.
6. 1 2 3 4 5 6 7 8 9 10 11 12 13  Mago (1988). Klä av, klä på... Tecknat och antecknat. Stockholm: Författarförlaget. Libris 7596353. ISBN 9170545723
7. ↑  ”Överstarnas kärlek”. Musik- och Teaterbiblioteket. https://calmview.musikverk.se/CalmView/Record.aspx?src=CalmView.Performance&id=PERF14182&pos=840. Läst 12 juli 2025.
8. ↑  ”Den eviga kärleken”. Musikverket. http://calmview.musikverk.se/CalmView/Record.aspx?src=CalmView.Performance&id=PERF14101&pos=460. Läst 5 maj 2016.
9. ↑  ”Hjältar”. Musikverket. http://calmview.musikverk.se/CalmView/Record.aspx?src=CalmView.Performance&id=PERF14108&pos=463. Läst 6 maj 2016.
10. ↑  ”Kärlekens vals”. Musikverket. http://calmview.musikverk.se/CalmView/Record.aspx?src=CalmView.Performance&id=PERF14119&pos=466. Läst 6 maj 2016.
11. ↑  Ebbe Linde (18 september 1954). ”Prins på vift”. Dagens Nyheter:  s. 9. http://arkivet.dn.se/arkivet/tidning/1954-09-18/253/9. Läst 22 augusti 2015.
12. ↑  Ebbe Linde (19 februari 1959). ”'Vid skilda bord' på Vasan”. Dagens Nyheter:  s. 14. http://arkivet.dn.se/arkivet/tidning/1959-02-19/48/14. Läst 23 augusti 2015.
13. ↑  ”'Äventyret' på Vasan”. Dagens Nyheter:  s. 14. 20 februari 1960. http://arkivet.dn.se/arkivet/tidning/1960-02-20/49/14. Läst 23 augusti 2015.
14. ↑  ”Iguanans natt”. Musikverket. http://calmview.musikverk.se/CalmView/Record.aspx?src=CalmView.Performance&id=PERF14075&pos=483. Läst 6 maj 2016.
15. ↑  ”Älskling, du vet att jag inte hör dig när vattnet rinner!”. Musik- och Teaterbiblioteket. https://calmview.musikverk.se/CalmView/Record.aspx?src=CalmView.Performance&id=PERF14493&pos=64. Läst 21 juli 2025.
16. ↑  Göran O. Eriksson (2 mars 1968). ”Lysande spel på Lillan i obetydlig pjäs”. Dagens Nyheter:  s. 14. https://arkivet.dn.se/tidning/1968-03-02/11171-60/14. Läst 21 juli [2025.
17. ↑  Hanserik Hjertén (1 oktober 1972). ”Tunn och blek komedi på Vasan”. Dagens Nyheter:  s. 25. http://arkivet.dn.se/arkivet/tidning/1972-10-01/267/25. Läst 23 augusti 2015.
18. ↑  Barbro Hähnel (20 januari 1973). ”Skådespelarna lyfter upp 'Kaktusblomman'”. Dagens Nyheter:  s. 13. http://arkivet.dn.se/arkivet/tidning/1973-01-20/18/13. Läst 23 augusti 2015.
19. ↑  Bengt Jahnsson (22 september 1974). ”Vasans Karl Gerhard-kavalkad: Satiren utslätad men visorna håller”. Dagens Nyheter:  s. 15. http://arkivet.dn.se/arkivet/tidning/1974-09-22/258/15. Läst 23 augusti 2015.
20. ↑  Bengt Jahnsson (22 september 1979). ”Harmonisk fyrväppling på sängkanten”. Dagens Nyheter:  s. 14. http://arkivet.dn.se/arkivet/tidning/1979-09-22/257/14. Läst 17 april 2016.